# Чон Бён Гук
Чон Бён Гук (кор. 정병국?, 鄭柄國?, род. 10 февраля 1958 года, Пу-ри, Кэгун-мён, Янпхён, Кёнгидо) — политический и государственный деятель Республики Корея. Депутат Национального собрания пяти созывов, министр культуры, спорта и туризма Республики Корея (2011).

## Биография

### Юность
Чон Бён Гук родился 10 февраля 1958 года в деревне Пу-ри волости Кэгун-мён уезда Янпхён провинции Кёнгидо в семье фермера. Учась в начальной школе Кэгун, решил переехать в Сеул и продолжить там образование. Однако его отец, будучи волевым человеком, считал, что семья должна держаться вместе и не разрешил сыну переехать одному в Сеул, настояв на том, чтобы последний продолжал посещать местную школу. Несмотря на запрет отца, Чон Бён Гук не отказался от поставленной цели и, сев на ранний поезд, отправился в Сеул, где поступил и окончил начальную школу Чондок. После этого он поступил и окончил среднюю школу Ёнмун и старшую школу Сораболь.

### Движение за демократию
В 1978 году он поступил в Университет Сонгюнгван на факультет социологии, но почти сразу после поступления присоединился к студенческому движению, из-за чего попал в список лиц, разыскиваемых полицией. Скрываясь от полиции, он узнал о событиях, имевших место 26 октября 1979 года, об убийстве президента Пак Чон Хи. Он вернулся в Сеул, где стал постоянным председателем студенческого совета и начал активную деятельность. В соответствии с намеченным планом, студенческий совет постепенно возрождался, однако сразу после военного переворота 17 мая 1980 года Чон Бён Гук был арестован пришедшими к власти военными силами. После ареста новые власти предоставили ему выбор: тюремное заключение либо военная служба. Выбрав последнее, он был взят на службу в морскую пехоту. Закончив службу, он вернулся в Университет Сонгюнгван, из которого выпустился в 1984 году. Получив степень, он стал активным участником движения за демократию.

### Начало политической карьеры
Так складывается, что Чон Бён Гук принимает участие в 13-х президентских выборах 1987 года, беря на себя подготовку рекламной кампании кандидата в президенты Ким Ён Сама. Его навыки высоко оценивает Ким Ён Сам, и после выборов в 1988 году Чон Бён Гук становится секретарём Демократической партии объединения, занимая данный пост до 1990 года. С 1990 по 1992 годы он становится секретарём Демократической либеральной партии. В 1992 году Ким Ён Сам выигрывает 14-е президентские выборы.
В 1993 году Чон Бён Гука назначают 2-м секретарём Голубого дома. На тот момент ему было всего 36 лет, что делает его самым молодым среди остальных секретарей. Ким Ён Сам назначил его на данную должность неспроста: он оценил его выдающиеся навыки ещё во время избирательной кампании.
Занимая пост секретаря, он, благодаря рекомендации Государственного департамента США, получил возможность принять участие в международной программе IVLP (International Visitor Leadership Program). Благодаря участию в программе он ещё яснее осознал, какими качествами должен обладать будущий лидер в условиях ожесточённой конкуренции между странами.
В 1998 году окончил Высшую школу общественного управления Университета Ёнсе.

### Деятельность в качестве депутата Национального собрания
После выборов 2000 года, стал депутатом Национального собрания от партии Ханнара-дан (Партия великой страны). С самого начала своей деятельности в качестве депутата Национального собрания он присоединился к «меньшинству» и вёл за собой «Общество будущего 16-го Национального собрания». Благодаря составленному им проекту «Поправки к закону о политических фондах» — идея выборов, для проведения которых не требовались большие суммы, смогла закрепиться в политических кругах.
В 2008 году, одержав свою третью победу на выборах, Чон Бён Гук стал депутатом 18-го Национального собрания, а также председателем комитета Национального собрания по культуре, спорту, туризму, радио-, телевещанию и коммуникациям. Твердо веря, что культура и искусство — неотъемлемые части нашего общества, он предложил проект «Законодательства о социальном обеспечении людей искусства» и «Поправку к закону о СМИ». Позже он занял пост генерального секретаря партии Ханнара-дан (Партия великой страны), а в январе 2011 принял пост министра культуры, спорта и туризма.

### Деятельность в качестве министра культуры, спорта и туризма
Во время пребывания Чон Бён Гука на посту министра культуры, спорта и туризма, город Пхёнчхан завоевал право на проведение зимних Олимпийских игр 2018 и зимних Паралимпийских игр 2018.
Благодаря приложенным им усилиям, он сумел вернуть в Корею государственные рукописи, входящие в список культурного наследия страны, которые 145 лет назад были вывезены во Францию. Помимо этого, Чон Бён Гук также одним из первых подчеркнул роль Культурного информационного центра в распространении корейской волны и приложил немало усилий для популяризации корейской современной культуры (кино, телесериалы, а также современная поп-музыка), оказывая активное содействие в открытии 24-х культурных центров.

### Законодательная деятельность
В сентябре 2011 года в ходе аппаратных перестановок Чон был назначен на политическую работу для поддержки Ли Мён Бака на предстоящих выборах президента и в Национальное собрание, так как по закону депутат Национального собрания может быть назначен министром, но действующий министр не может быть кандидатом на выборах в Национальное собрание.
В 2012 году он в очередной раз принял участие в выборах в Национальное собрание и одержал свою 4-ю победу. В 2013 году стал председателем особого комитета Партии новых рубежей (Сэнури-дан, бывшая Ханнара-дан) по выполнению предвыборных обещаний и впервые в истории выборов составил проект предвыборных обещаний президента, тем самым подняв уровень доверия среди населения. Помимо этого, он стал постоянным представителем Форума по практическим вопросам воспитания личности и стал первым политиком в мире, взявшим на себя продвижение закона о содействии воспитанию личности. Он также был членом комитета 19-го Национального собрания по иностранным делам и объединению, где способствовал продвижению корейской общественной дипломатии.
В 2016 году он принял участие в выборах в 20-е Национальное собрание и стал депутатом, одержав свою 5-ю победу.
В июле 2016 года Чон объявил о желании участвовать в выборах лидера партии Сэнури, но в августе снял свою кандидатуру в пользу Чу Хо Ёна, который как и он состоял во фракции «Анти-Пак».

## Партия Парын
С развитием политического скандала вокруг президента Пак Кын Хе, что привело к её импичменту, Чон Бён Гук и 28 других депутатов Национального собрания вышли из тогдашней правящей партии Сэнури. 24 января 2017 года он и его коллеги основали правоцентристскую партию Парын. Чон Бён Гук был избран её первым лидером.
10 марта 2017 года он сложил с себя полномочия лидера партии, сказав, что выполнил свою роль в свержении Пак Кын Хе и теперь хочет снять с себя все титулы ради развития партии и единства людей. Ранее в этот же день Конституционный суд Республики Корея утвердил импичмент единогласным решением восьми судей, в результате чего полномочия президента были прекращены.
После объединения двух оппозиционных партий — Народной и Парын и образования новой партии Справедливого будущего, Чон Бён Гук стал её членом.

## Настоящее время
В ноябре 2017 года Чон Бён Гук посетил Эфиопию с целью нахождения способов поддержки производства кофе в этой стране по линии предоставления помощи развивающимся странам ОПР.

## 16-е Национальное собрание
- 30 мая 2000 года — 29 мая 2004 года: депутат 16-го Национального собрания[15]
- Член специального комитета 16-го Национального собрания по делам женщин
- Руководитель фракции в Партии великой страны
- Член комитета Партии великой страны по связям с общественностью
- Член комитета Партии великой страны по международным делам
- Член специального комитета Партии великой страны по поиску решений проблем пожилого населения
- Член специального комитета Партии великой страны по решению проблем Юга и Севера
- Член комитета по вопросам улучшения выборов

## 17-е Национальное собрание
- 30 мая 2004 года — 29 мая 2008 года: депутат 17-го Национального собрания[15]
- Член специального комитета Национального собрания по вопросам бюджета
- Член комитета 17-го Национального собрания по вопросам культуры, спорта, туризма, теле-, радиовещания и коммуникации
- Председатель комитета Партии великой страны по развитию технологий СМИ
- Глава рекламного отдела Партии великой страны
- Член специального комитета по вопросам Всемирной выставки Экспо-2012 в городе Ёсу
- Председатель комитета по развитию технологий СМИ 21-го века

## 18-е Национальное собрание
- 30 мая 2008 года — 29 мая 2012 года: депутат 18-го Национального собрания[15]
- Генеральный секретарь Партии великой страны
- Председатель комитета 18-го Национального собрания по вопросам культуры, спорта, туризма, теле-, радиовещания и коммуникации

## 19-е Национальное собрание
- 30 мая 2012 — 29 мая 2016: депутат 19-го Национального собрания[15]
- Член комитета 19-го Национального собрания по вопросам международной торговли и объединения
- Член комитета 19-го Национального собрания по иностранным делам и объединению
- Председатель комитета Партии новых рубежей по продвижению предвыборных обещаний президента
- Председатель особого комитета 19-го Национального собрания по вопросам улучшения прав солдат и условий армейской жизни

## 20-е Национальное собрание
- 30 мая 2016 — 30 мая 2020: депутат 20-го Национального собрания[16]
- Член комитета 20-го Национального собрания по вопросам планирования бюджета

## Результаты выборов
Результаты выборов, где кандидатом от партии выступал Чон Бён Гук.
| Год  | Выборы                             | Избирательный округ                 | Партия  | Голоса (%)       | Результат |
| ---- | ---------------------------------- | ----------------------------------- | ------- | ---------------- | --------- |
| 2000 | Национальное собрание 16-го созыва | Кёнгидо (Янпхён, Капхён)            | Ханнара | 31 013 (46,32 %) | Победа    |
| 2004 | Национальное собрание 17-го созыва | Кёнгидо (Янпхён, Капхён)            | Ханнара | 39 280 (59 %)    | Победа    |
| 2008 | Национальное собрание 18-го созыва | Кёнгидо (Янпхён, Капхён)            | Ханнара | 38 393 (65,03 %) | Победа    |
| 2012 | Национальное собрание 19-го созыва | Кёнгидо (Йоджу-гун, Янпхён, Капхён) | Сэнури  | 71 544 (67,46 %) | Победа    |
| 2016 | Национальное собрание 20-го созыва | Кёнгидо (Йоджу, Янпхён)             | Сэнури  | 59 625 (63,51 %) | Победа    |